# Auf Pfaden der Gottesliebe
Auf Pfaden der Gottesliebe ist die deutsche Übersetzung einer von Abdul-Baha im Jahre 1886 in Persisch verfassten Schrift, in der die Geschichte des Babismus und der Bahai-Religion zwischen 1844 und 1879 beschrieben wird.

## Hintergrund
Der britische Orientalist Edward Granville Browne bekam das Manuskript während seines Besuches von Baha’u’llah bei Akkon im April 1890 von Abdul-Baha geschenkt. Browne übersetzte das Manuskript ins Englische und ließ 1891 das Original als Band I faksimilieren und die Übersetzung als Band II drucken. Die Bände wurden anonym veröffentlicht, da Browne nicht wusste, wer der Autor ist. Erst später erfuhr Browne von der Autorenschaft Abdul-Bahas. Diese englische Übersetzung mit dem Titel „A Traveller’s Narrative written to illustrate the Episode of the Báb“ ist die Vorlage für die deutsche Übersetzung. Eine zweite Auflage in einem Band erschien 1975 und 1980 erschien die dritte Ausgabe des englischen Textes. Beide Werke und auch die deutsche Übersetzung nennen den Autor.

## Inhalt
Diese Schrift beschreibt das Leben des Bab bis zu seinem Märtyrertod. Es werden auch die Anhänger des Bab wie Qurrat al-ʿAin und andere Buchstaben des Lebendigen beschrieben. Das Leben Subh-i-Azals wird bis zu seiner Verbannung nach Famagusta auf Zypern charakterisiert. Von Baha’u’llah wird nicht nur von seinem Aufenthalt in Persien, sondern auch von seinen Aufenthalten in Bagdad, in Sulaimaniyya, Istanbul, Edirne und Akkon berichtet. Die Bahai-Offenbarung wird durch das Zitieren aus den Schriften Baha’u’llahs charakterisiert. Die Zitate sind im englischen Text Brownes nicht nachgewiesen; sie wurden in der deutschen Übersetzung, soweit sie erkennbar sind, nach vorhandenen Textausgaben (beispielsweise Ährenlese, Botschaften aus Akka, Verborgene Worte) wiedergegeben, die zuweilen von Brownes Übersetzungen etwas abweichen. Auch aus dem Sendschreiben Baha’u’llahs an Naser ad-Din Schah werden große Teile zitiert und der Märtyrertod seines Überbringers Mirza Badi’ dargestellt. Zuletzt werden die Begleitumstände und die Verantwortlichen für den Märtyrertod von Mirza Muhammad-Hasan und seines Bruders Mirza Muhammad-Husayn im März 1879 in Isfahan beschrieben.